# جالگاون
جالگاون

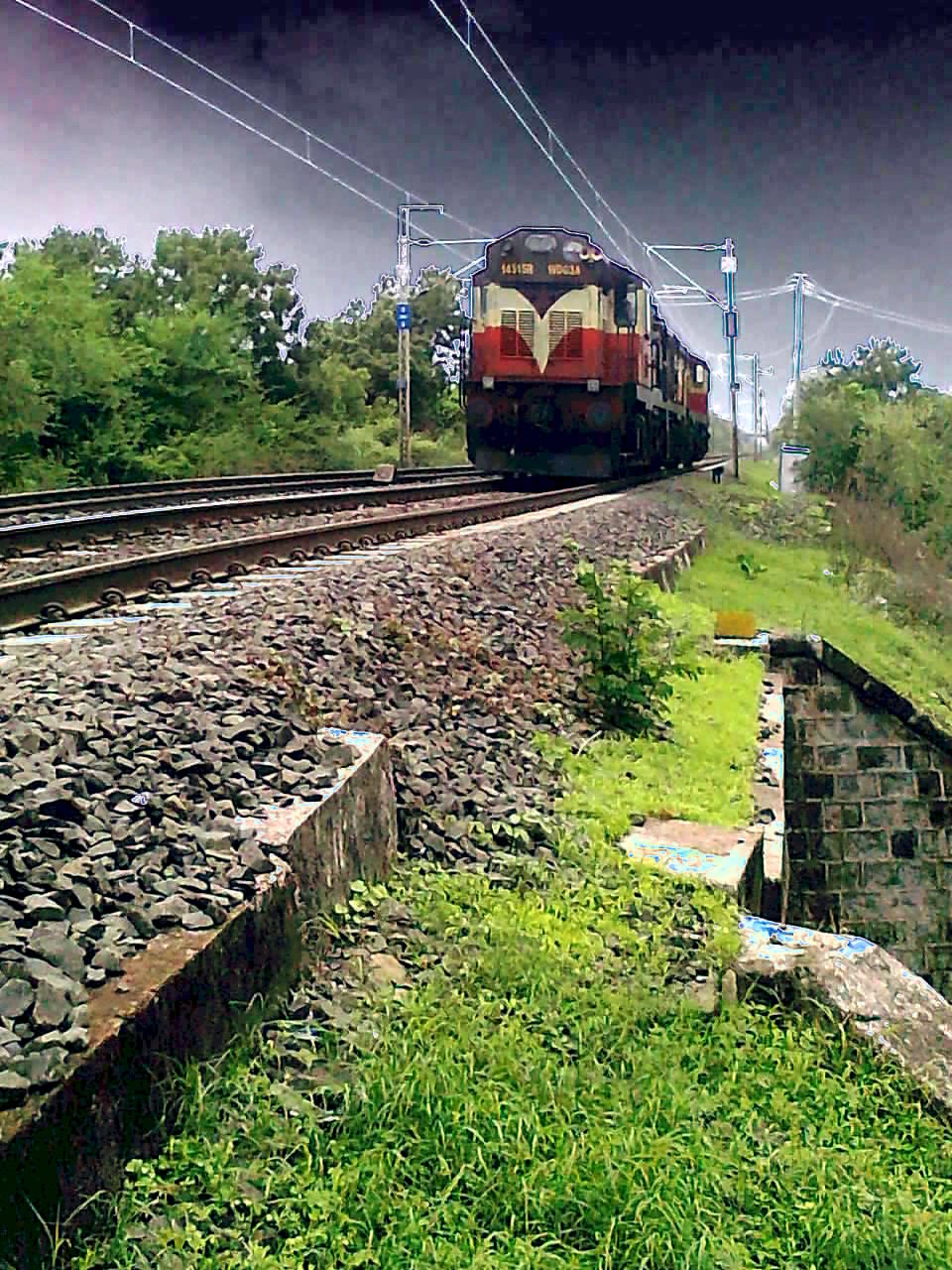
قطار در مسیر راه‌آهن روبروی کالج پزشکی و بیمارستان دکتر اولهاس پاتیل در جالگان، هند

شهر جالگاون (به انگلیسی: Jalgaon) با جمعیت ۴۹۷٫۷۸۳ نفر در ایالت مهاراشترا در کشور هند واقع شده‌است.